# بوسونانس
بوسونانس (به فرانسوی: Bossonnens)(به آرپیتان: Bossonens) یک شهر و شهرداری است که در بخش وو وز کانتون فریبورگ در کشور سوئیس واقع شده‌است.
پیشینه شکل‌گیری بوسونانس به قرون وسطی بازمی‌گردد. نام این شهر برای اولین بار در نقشه‌های تهیه شده در اوایل قرن یازدهم ذکر شده‌است. موقعیت جغرافیایی این شهر در جنوب غربی کانتون فریبورگ در غرب کشور سوئیس و در نزدیکی مرز فرانسه قرار دارد. جمعیت بوسونانس در پایان سال ۲۰۱۸ بالغ بر ۱٬۵۰۵ نفر بوده‌است.